# Sigurd Mathisen
Sigurd Mathisen (ur. 26 kwietnia 1884 w Kristianii, zm. 4 marca 1919) – norweski łyżwiarz szybki, złoty medalista mistrzostw świata.

## Kariera
Reprezentował barwy klubu Kristiania Skøiteklub. Największy sukces w karierze Sigurd Mathisen osiągnął w 1904 roku, kiedy zwyciężył podczas wielobojowych mistrzostw świata w Oslo. Wygrał tam biegi na 1500 m, 5000 i 10 000 m, a w biegu na 500 m był drugi za swym rodakiem Rudolfem Gundersenem. Pierwotnie najlepsze czasy na wszystkich dystansach uzyskał jego rodak, Peter Sinnerud, jednak został on zdyskwalifikowany za posiadanie statusu profesjonalisty. Był to jedyny medal wywalczony przez Mathisena na imprezie tej rangi. Był też między innymi trzeci na rozgrywanych rok wcześniej mistrzostwach świata w Sankt Petersburgu, gdzie jego najlepszym wynikiem było drugie miejsce w biegu na 10 000 m. Blisko medalu był podczas rozgrywanych w 1909 roku mistrzostw Europy w Budapeszcie. Zajął tam ostatecznie czwarte miejsce, przegrywając walkę o medal z Moje Öholmem ze Szwecji.
W 1908 roku w Davos ustanowił rekord świata na 500 m.
Jego młodszy brat, Oscar Mathisen, również był panczenistą.